# Belmonte in Sabina
Belmonte in Sabina er en italiensk by (og kommune) i regionen Lazio i Italien, med omkring 636(2023) indbyggere. 